# سبيسارتين
السبيسارتين (بالإنجليزية: Spessartine)‏ أو السبيسارتيت (بالإنجليزية: spessartite)‏، هو سيليكات ألومنيوم ومنغنيز وجارنيت. صيغته الكيميائية Mn2+3Al2(SiO4)3. سُمي بذلك نسبةً إلى سلسلة جبال سبيسارت في بافاريا في ألمانيا.

## معرض الصور

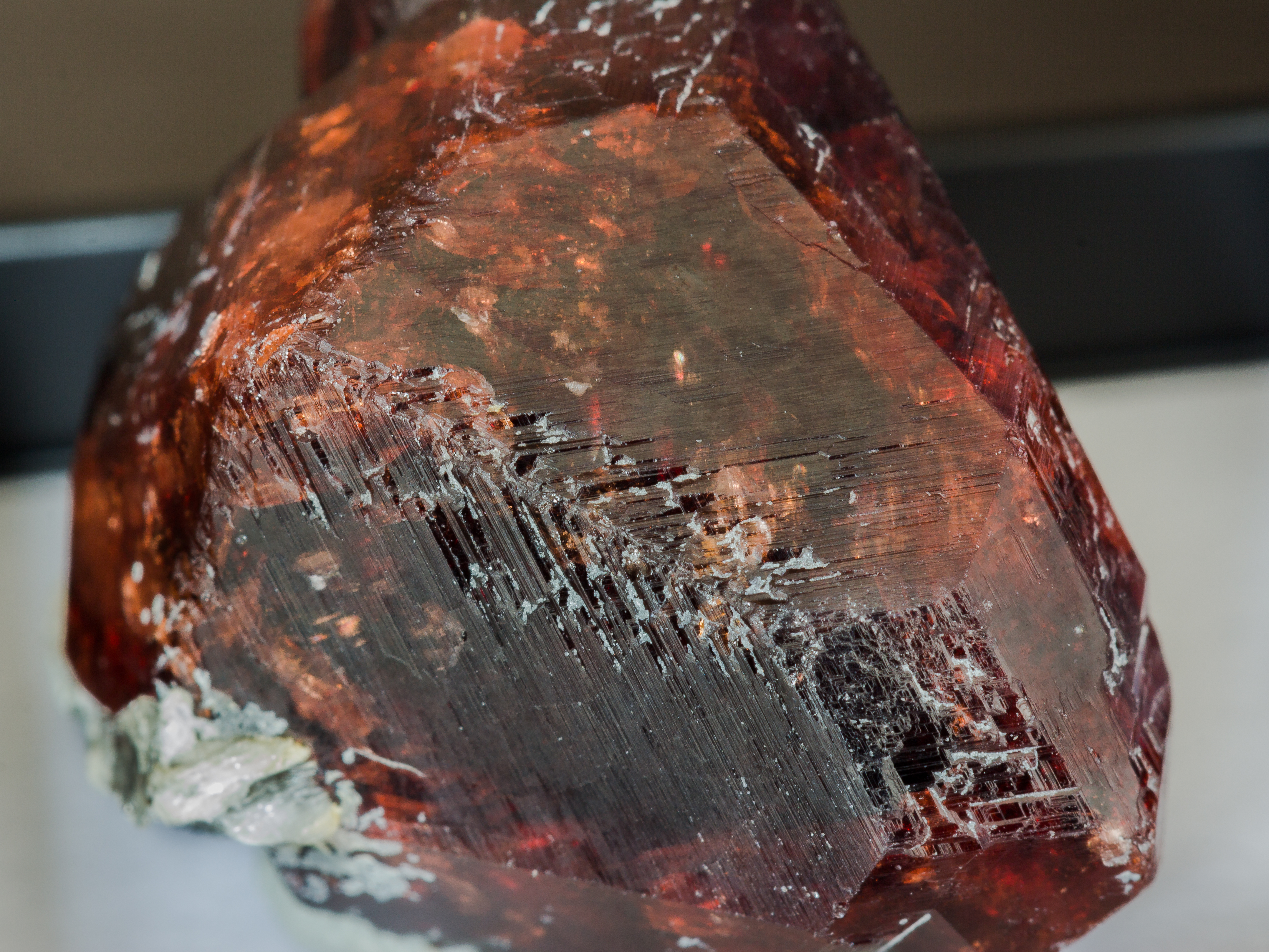
من باكستان
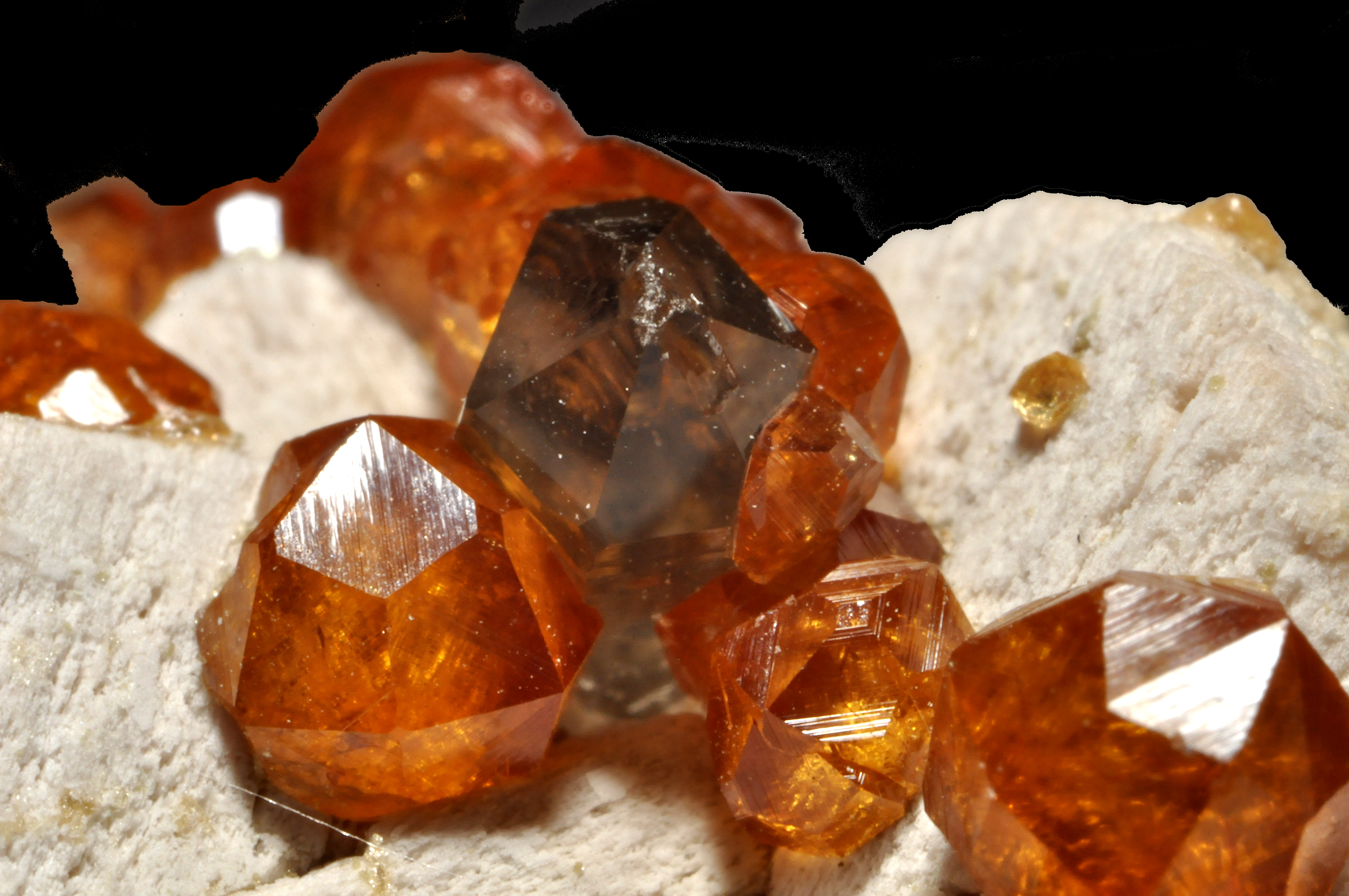
من الصين
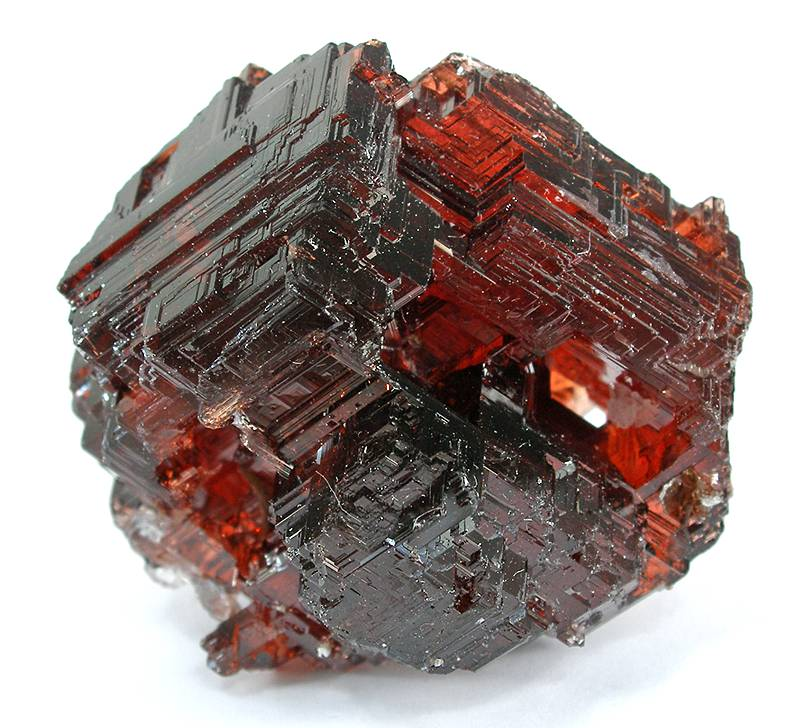
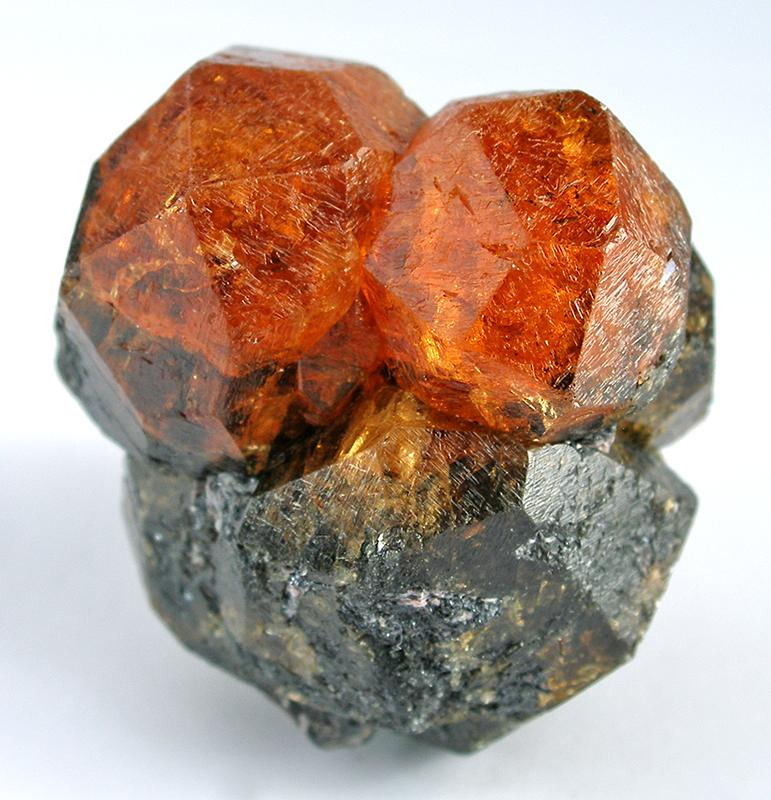